# 田北鑑生 (漫画原作者)
田北 鑑生（たきた かんせい、1958年- ）は、日本の漫画原作者、エッセイスト。
漫画家とり・みきとは1978年に発足したサークル小松左京研究会（コマケン）の初会合で出会い、それ以来の付き合いがある。とりの作品内で頻繁に登場するキャラクターとして「漫画俳優」という呼称もされている。書店店員という経歴がある。

## 概要
とりの漫画に登場する、波線のような口を持つ、三白眼のキャラクターのモデル。このキャラクターは「タキタ」と呼称されることもあるが別の名前を持つ場合や、名前自体を持たないこともある。『遠くへいきたい』『冷食捜査官シリーズ』などでは「主演」を務める。『愛のさかあがり』などのエッセイ漫画では本人として登場する。『DAI-HONYA』では田北が短編のつもりで原作を作成したが、背景が魅力的であると感じたとりによって連載化された。再度ストーリーやギャグの作成にも参加している。続編となる『THE LAST BOOKMAN』では田北が連載のつもりで作成した原作が長すぎ、休刊直前の掲載誌では描けないと判断したとりによって縮小作業が行われている。

## 著書
- 『DAI-HONYA』 - とり・みきとの共著（1993年、アスキーコミックス、アスキー出版局、2002年早川書房新版）、第25回星雲賞コミック部門受賞
- 『THE LAST BOOKMAN』 - とり・みきとの共著（2002年、早川書房）